# Przywilej mielnicki
Przywilej mielnicki, akt mielnicki – przywilej wydany przez Aleksandra Jagiellończyka w Mielniku dnia 25 października 1501 roku, ograniczający znacznie władzę królewską na rzecz senatu i praktycznie wprowadzający w Polsce republikę oligarchiczno-arystokratyczną z odwoływalnym królem stojącym na czele senatu.

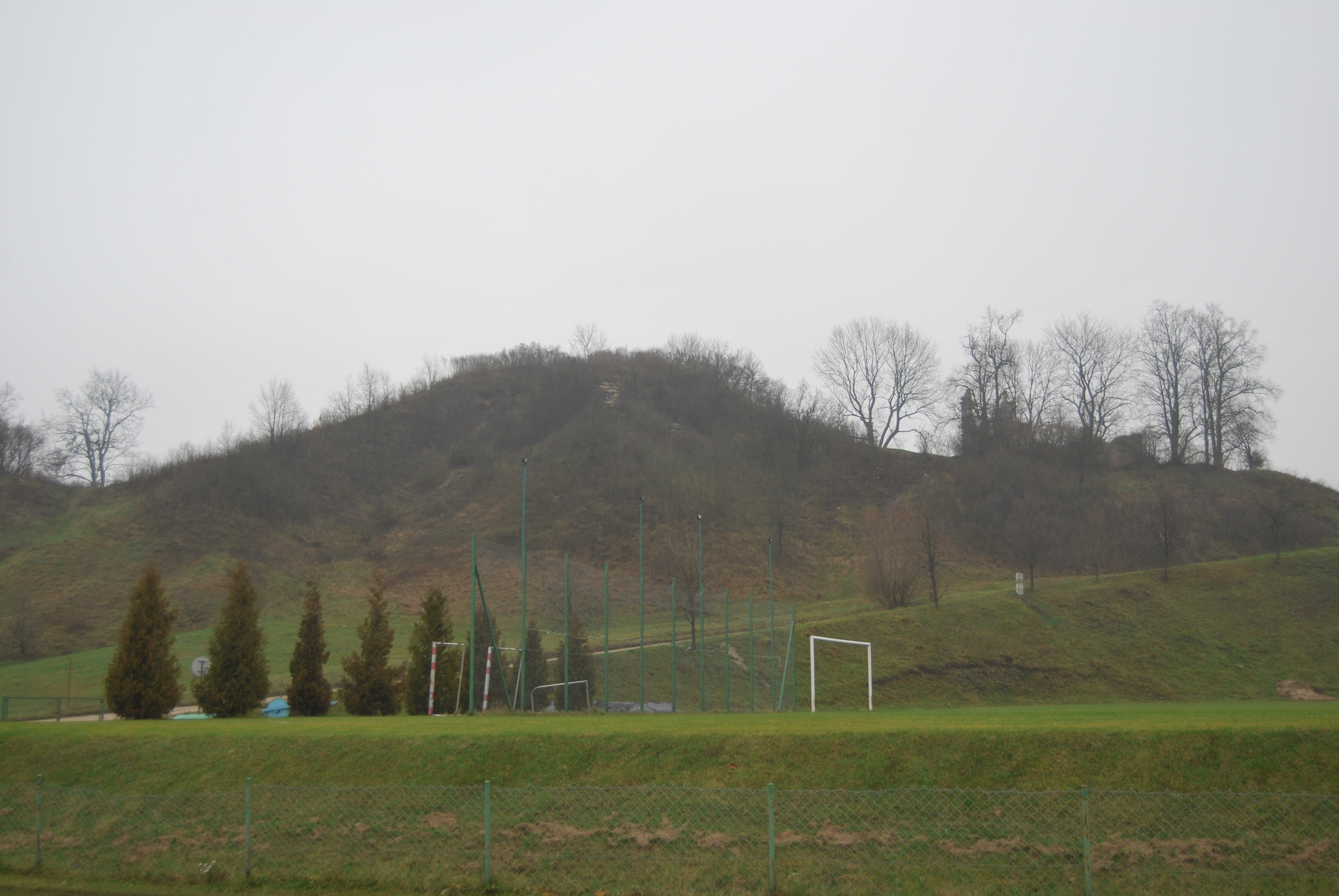
Góra zamkowa w Mielniku

## Geneza
Po śmierci Kazimierza Jagiellończyka (1492) zerwana została personalna unia polsko-litewska. W Polsce rządy objął Jan I Olbracht, wielkim księciem litewskim został jego brat Aleksander. Wzorem ojca Olbracht opierał się w rządach na szlachcie, co owocowało kolejnymi przywilejami (Statut piotrkowski 1496) i powodowało niezadowolenie możnowładztwa. Nieudana wyprawa mołdawska (1497) skomplikowała stosunki zagraniczne, a w polityce wewnętrznej spowodowała wzrost znaczenia możnych. Jeszcze trudniejszą sytuację, zwłaszcza międzynarodową, miało Wielkie Księstwo Litewskie. Sukcesy Iwana Srogiego w centralizacji Wielkiego Księstwa Moskiewskiego, doprowadziły do stworzenia wielkich sił wojskowych, mających przewagę nad armią litewską. Oba osłabione państwa Jagiellonów zawarły w 1499 r. przymierze w Wilnie (tzw. unia wileńska), które oprócz przyrzeczeń pomocy wojskowej zawierało postanowienia dotyczące przyszłego połączenia obu państw pod wspólnym berłem, dając wpływ Litwinom na elekcję króla Polski, a Polakom na wybór wielkiego księcia. W 1500 r. wojska litewskie poniosły dotkliwą klęskę w bitwie nad Wiedroszą. Dodatkowo w tym czasie południowe ziemie Wielkiego Księstwa niszczone były najazdami Tatarów. W następnym roku umarł Jan Olbracht. Otworzyła się możliwość realizacji porozumienia wileńskiego.

## Wydanie przywileju
Na ponownym połączeniu państw zależało bardziej Litwinom i ich władcy, zagrożonym bezpośrednio utratą znacznej części terytorium. Pozycję Aleksandra pogarszała jeszcze niezgoda w domu Jagiellonów. Brat, król Czech i Węgier Władysław II Jagiellończyk, popierał początkowo kandydaturę najmłodszego brata, Zygmunta, a później sam zapragnął zostać również królem Polski. W tej sytuacji wybór Aleksandra 3 października 1501 r. przez sejm w Piotrkowie na króla Polski został okupiony znacznymi ustępstwami strony litewskiej. Litwini zgodzili się na zaproponowaną im unię (unia mielnicka) pogarszającą pozycję Wielkiego Księstwa w stosunku do porozumienia wileńskiego. Unia nie została w praktyce zrealizowana. Aleksander musiał się zgodzić na znaczne ograniczenie władzy królewskiej w Polsce i uprzywilejowanie senatu. Porozumienie zawarte w Piotrkowie elekt potwierdził przywilejem wydanym 25 października w Mielniku.

## Postanowienia przywileju
- Instytucją podejmującą najważniejsze decyzje państwowe został senat. W razie różnicy zdań miała przeważać opinia najwyższych godnością senatorów.
- Król miał przewodniczyć senatowi i wykonywać jego uchwały. Słabą pozycję władcy podkreślał jego senatorski tytuł princeps senatus, nawiązujący do tradycji rzymskiej.
- Król utracił swobodne prawo mianowania senatorów. Powoływał, i to za zgodą senatu, tylko na zwolnione miejsca najniższe rangą. Wyższe godności senatorowie mieli obejmować drogą awansu zgodnie z hierarchią urzędów senatorskich po powstaniu wakatu.
- Starostowie, którzy byli dotychczas odwołalnymi reprezentantami króla w prowincjach, mieli podlegać senatowi poprzez powołane do tego przez senat komisje, nadzorujące działalność starostów.
- Senatorowie mieli być odpowiedzialni jedynie przed senatem.
- Przewidziano możliwość wypowiedzenia posłuszeństwa królowi, gdyby ten nie realizował decyzji senatu lub targnął się na jego uprawnienia.

Przywilej mielnicki kształtował praktycznie całkowicie nowy ustrój Polski.
System demokracji szlacheckiej nie był jeszcze ugruntowany. Pomimo wzrastającego ciągle znaczenia średniej szlachty, jej instytucje przedstawicielskie były nadal w trakcie tworzenia i krystalizacji uprawnień. Okazało się, że w kluczowych momentach główny wpływ na decyzję ma możnowładztwo, z racji sprawowanych urzędów i znaczenia reprezentującego tę grupę senatu, wywodzącego się z rady królewskiej. Możnowładztwo też zapewniło sobie, wykorzystując negocjacje elekcyjne, ugruntowanie, a właściwie przejęcie pełnej władzy. Przywilej ustanawiał w państwie formę republiki oligarchiczno-arystokratycznej z tytularnym królem jako wykonawcą decyzji senatu, będącym reprezentacją członków oligarchii. Utrzymaniu władzy w jej rękach miało służyć ograniczenie dostępu do senatu poprzez kontrolę królewskich mianowań na najniższe senackie godności i system awansów, całkowicie niezależny od króla.

## Pod rządami senatu
Uzyskanie przywileju mielnickiego należy rozpatrywać nie tylko w aspektach ograniczenia władzy królewskiej, ale również jako przejaw walki możnowładztwa o utrzymanie dominacji nad szlachtą, w przywileju nazwaną turbo malorum vel levium (łac. „tłumem (ludzi) niedobrych a lekkomyślnych”). Po wzroście znaczenia szlachty i sejmu walnego jako jej reprezentacji w czasie panowania Kazimierza Jagiellończyka i Jana Olbrachta, możnowładztwo podjęło zdecydowaną próbę pozbawienia szlachty wpływów politycznych. Zbyt daleko idące uprzywilejowanie możnowładczego senatu było jedną z przyczyn krótkotrwałości systemu władzy ustanowionego przywilejem mielnickim. Od początku nowy system wzbudził niezadowolenie szlachty. Odmawiała ona płacenia podatków, nie stawiała się na pospolite ruszenie. Starostowie nie współpracowali z senatem. Zapanowała anarchia w sądownictwie, administracji i skarbie. Na sejmie w 1503 r. senat próbował zjednać sobie szlachtę, zaostrzając ustawodawstwo dotyczące mieszczan i chłopów. W praktyce władza wymknęła się jednak z rąk senatu. Zapanował bezwład decyzyjny. Król przebywał na Litwie, walcząc z Wielkim Księstwem Moskiewskim. Pomimo braku sukcesów wojennych i zawarcia niekorzystnego rozejmu w 1503 r., pozycja Aleksandra po powrocie do Polski była silniejsza niż w 1501 r. Wspierała go zdecydowanie średnia szlachta. Zdołał zbudować silne, oddane mu stronnictwo. Ułatwiła mu to śmierć brata, prymasa kardynała Fryderyka Jagiellończyka i związane z nią możliwości działań personalnych. Arcybiskupem gnieźnieńskim został współpracownik króla, Andrzej Boryszewski, kanclerzem, Jan Łaski, przywódca wielkopolskiej szlachty, opozycyjnej wobec magnatów. Należy wziąć pod uwagę jeszcze jeden aspekt toczącej się walki o władzę. Senat był zdominowany przez panów małopolskich, którzy mieli jednocześnie silną pozycję w tej prowincji. Ostoję ruchu szlacheckiego stanowiła Wielkopolska i rozdźwięk wewnątrz stanu rycerskiego nałożył się na animozje międzydzielnicowe.

## Zniesienie przywileju
Na zwołanym w 1504 r. do Piotrkowa sejmie Łaski pokierował atakiem szlachty na możnowładztwo małopolskie. Uderzono w jedno ze źródeł potęgi możnowładców. Dygnitarze piastujący często jednocześnie kilka urzędów osiągali dochody z dóbr ziemskich przywiązanych do tych urzędów. Udało się uchwalić, że urzędy kanclerza i podkanclerzego nie mogą być łączone z innymi najwyższymi, jednocześnie najbardziej dochodowymi, godnościami senatorskimi (incompatibilitas). Nie mniej ważne znaczenie miała uchwała o ograniczeniu możliwości rozdawania i zastawiania dóbr królewskich. Król mógł dokonywać tego od tej pory tylko na sejmie walnym, czyli pod kontrolą szlachty. Na sejmie ustalono również dokładne zakresy działania (kompetencje) marszałków, kanclerzy i podskarbich. Reformy te wzmacniały pozycję szlachty, ale jednocześnie sprzyjały zwiększeniu władzy królewskiej. Szlachta odzyskała osłabione przywilejem mielnickim pozycje. Ostateczne zwycięstwo odniosła na następnym sejmie w Radomiu (1505). Sejm ten, uchwalając konstytucję Nihil novi, przekreślił ostatecznie postanowienia przywileju mielnickiego, uznając go za niebyły.